# Cefaranthina
Cefaranthina o Cefarantina es un antiinflamatorio y antineoplásico compuesto aislado de especies de Stephania.